# Trofeo Guruceta
El Trofeo Guruceta es un premio honorífico que anualmente entrega el Diario Marca al mejor árbitro de la temporada de la Liga española de fútbol. Fue instituido la temporada 1986-87 y debe su nombre a Emilio Carlos Guruceta, árbitro internacional fallecido en accidente de tráfico ese mismo año.
Para muchos, la elección de Guruceta como sinónimo de buen arbitraje no parece muy acertada. Su carrera estuvo plagada de polémicas y estuvo recusado por numerosos equipos.
Inicialmente el premio sólo distinguía a los árbitros de Primera División. Desde la temporada 1992-93 se entrega también un trofeo para los colegiados que pitan en Segunda División.
Cada jornada los corresponsales de Marca que cubren los distintos partidos de liga otorgan una puntuación a los colegiados, en función del grado de acierto en su labor. Al término de la temporada, el coeficiente entre esos puntos y el número de partidos arbitrados es el que indica el árbitro que se lleva el trofeo.

## Palmarés del Trofeo Guruceta de Primera División

### Historial
| Temporada | Árbitro             |
| --------- | ------------------- |
| 1986-87   | Jiménez Moreno      |
| 1986-87   | Soriano Aladrén     |
| 1987-88   | Martín Navarrete    |
| 1988-89   | Ramos Marcos        |
| 1989-90   | Ramos Marcos        |
| 1990-91   | Andújar Oliver      |
| 1991-92   | Díaz Vega           |
| 1992-93   | Andújar Oliver      |
| 1993-94   | López Nieto         |
| 1994-95   | López Nieto         |
| 1995-96   | López Nieto         |
| 1996-97   | López Nieto         |
| 1997-98   | Díaz Vega           |
| 1998-99   | Prados García       |
| 1999-00   | López Nieto         |
| 2000-01   | García Aranda       |
| 2001-02   | Iturralde González  |
| 2001-02   | Mejuto González     |
| 2002-03   | Mejuto González     |
| 2003-04   | Mejuto González     |
| 2004-05   | Losantos Omar       |
| 2005-06   | Esquinas Torres     |
| 2006-07   | Undiano Mallenco    |
| 2007-08   | Megía Dávila        |
| 2008-09   | Megía Dávila        |
| 2009-10   | Undiano Mallenco    |
| 2010-11   | Mateu Lahoz         |
| 2011-12   | Delgado Ferreiro    |
| 2012-13   | Velasco Carballo    |
| 2013-14   | Mateu Lahoz         |
| 2014-15   | Hernández Hernández |
| 2015-16   | Velasco Carballo    |
| 2016-17   | Martínez Munuera    |
| 2017-18   | Del Cerro Grande    |
| 2018-19   | Del Cerro Grande    |
| 2019-20   | Pizarro Gómez       |
| 2020-21   | Alberola Rojas      |
| 2021-22   | Ortiz Arias         |
| 2022-23   | Pizarro Gómez       |
| 2023-24   | Alberola Rojas      |

### Resumen de ganadores
| Trofeos | Árbitro |
| ------- | --- |
| 5       | López Nieto |
| 3       | Mejuto González |
| 2       | Andújar Oliver Díaz Vega Ramos Marcos Megía Dávila Undiano Mallenco Mateu Lahoz Velasco Carballo Del Cerro Grande Pizarro Gómez Alberola Rojas                                                 |
| 1       | Losantos Omar García Aranda Iturralde González Jiménez Moreno Martín Navarrete Prados García Soriano Aladrén Esquinas Torres Delgado Ferreiro Hernández Hernández Martínez Munuera Ortiz Arias |

### Comités de árbitros premiados
| Trofeos | Comité de Arbitraje                                                                                       |
| ------- | --- |
| 12      | Colegio de Madrid                                                                                         |
| 9       | Colegio de Andalucía                                                                                      |
| 5       | Colegio de Asturias                                                                                       |
| 3       | Colegio de Valencia Colegio del País Vasco                                                                |
| 2       | Colegio de las Islas Canarias Colegio de Navarra Colegio de Castilla y León Colegio de Castilla-La Mancha |

1. 1 2  Se indica el comité territorial al que pertenece el colegiado, que puede no coincidir con su lugar de nacimiento.

## Palmarés del Trofeo Guruceta de Segunda División

### Historial
| Temporada | Árbitro                  |
| --------- | ------------------------ |
| 1992-93   | Navarrete Reyes          |
| 1993-94   | Antoñana Moraza          |
| 1994-95   | Puentes Leira            |
| 1995-96   | Medina Cantalejo         |
| 1996-97   | Román González (1)       |
| 1997-98   | Román González (2)       |
| 1998-99   | Muñiz Fernández          |
| 1999-00   | Amilburu Santamaría      |
| 2000-01   | Román González (3)       |
| 2001-02   | Román González (4)       |
| 2002-03   | Delgado Ferreiro         |
| 2003-04   | Fernández Hinojosa (1)   |
| 2004-05   | Fernández Hinojosa (2)   |
| 2005-06   | González González        |
| 2006-07   | Paradas Romero           |
| 2007-08   | Pérez Lima (1)           |
| 2008-09   | Pérez Lima (2)           |
| 2009-10   | Miranda Torres (1)       |
| 2010-11   | Miranda Torres (2)       |
| 2011-12   | Miranda Torres (3)       |
| 2012-13   | Vicandi Garrido          |
| 2013-14   | Valdés Aller (1)         |
| 2014-15   | Valdés Aller (2)         |
| 2015-16   | De la Fuente Ramos       |
| 2016-17   | Cordero Vega             |
| 2017-18   | Valdés Aller (3)         |
| 2018-19   | Areces Franco            |
| 2019-20   | Muñiz Ruiz               |
| 2020-21   | González Esteban         |
| 2021-22   | García Verdura           |
| 2022-23   | García Verdura (2)       |
| 2022-23   | Arcediano Monescillo     |
| 2023-24   | Arcediano Monescillo (2) |